# Hejdar Baghi
Hejdar Baghi – wieś w Iranie, w ostanie Azerbejdżan Zachodni, w szahrestanie Mijandoab. W 2006 roku liczyła 437 mieszkańców.